# 集美学村駅
集美学村駅（しゅうびがくそんえき、閩南語:Chi̍p-bí Ha̍k-chhng tsām）は、中華人民共和国福建省廈門市集美区同集路と廈門大橋交差点にある、廈門軌道交通1号線の駅である。

## 歴史
- 2017年12月31日1号線の駅として開業。

## 駅構造

### のりば
| 番線 | 路線              | 方面                                | 行先        |
| ---- | ----------------- | ----------------------------------- | ----------- |
|      | 廈門軌道交通1号線 | 杏林村・杏錦路・官任・廈門北駅 方面 | 岩内 行き   |
|      | 廈門軌道交通1号線 | 文竈・将軍祠・中山公園・鎮海路 方面 | 鎮海路 行き |

## 隣の駅
廈門軌道交通
■1号線
高崎駅 - 集美学村駅 - 園博苑駅